# Джеймс Муні (антрополог)
Джеймс Му́ні (англ. James Mooney; 10 лютого 1861[де?] — 22 грудня 1921[де?]) — американський антрополог, дослідник культури та звичаїв індіанців Північної Америки.

## Біографія
Джеймс Муні народився у місті Річмонд штату Індіана 1861 року. Працював репортером в одній з газет свого міста до переїзду до Вашингтона 1885 року, куди переїхав разом з дружиною і шістьма дітьми. У Вашингтоні він влаштувався на роботу в Бюро американської етнології (англ. Bureau of American Ethnology). Муні дуже любив свою роботу і був цілком поглинутий вивченням культури індіанців. Він досліджував обряди племен черокі (англ. Cherokee), кайова (Kiowa), сіу (англ. Sioux). Одна з найважливіших його робіт присвячена «Танцю примар» (англ. Ghost Dance), поширеному ритуалу серед різних племен. Велику частину часу Муні присвятив вивченню черокі, він провів роки разом з племенем в Північній Королині і був сприйнятий індіанцями за свого — ймовірно, саме тому більшість читачів вважають його роботи найбільш точними і достовірними.
Джеймс Муні помер у своєму будинку від серцевого нападу 1890 року, залишивши після себе велику кількість зібраних ним наукових даних. Його роботи досі служать джерелами для етнологів та істориків.

## Кар'єра
У свої 36 років урядовий етнолог Джеймс Муні зробив видатний внесок в антропологічне та історичне розуміння багатьох американських індіанських племен. Нинішні вчені дивуються широті його професійної діяльності та вражені його здатністю розвивати тісні стосунки між антиамериканцями. Його дослідження про черокі та кайова, а також монографія про танець привидів сьогодні є класикою. Він також був авторитетом у багатьох східних племенах сіуан і алгонцян, у використанні рейот та оцінках корінного населення.
Його твори залишаються засобами, за допомогою яких можна краще зрозуміти, як «традиційну», так і мінливу індійську культуру кінця дев'ятнадцятого століття. Тим більше примітним є той факт, що він син знедолених іммігрантів, досяг цих успіхів, маючи неповну освіту.
Стиль письма Муні був широко відомий, як такий, що викликає спогади. Його співчутливе ставлення до корінних американців пояснюють його вихованням та етнічним походженням. Хоча він писав, як учений, його об'єктивне ставлення до корінних американців контрастували з іншими творами, які часто були романтичними чи дискримінаційними. Він переважно погоджувався з метою асиміляції Індії, сформульованою реформаторами тієї епохи. Але він був свідком того, яких втрат зазнають традиційні народи, і об'єктивно повідомляв про проблеми та зміни. Наприкінці 1800-х років корінні американці зазнавали жорстоких нападів у багатьох сферах і, по суті, були об'єктами геноциду з боку Сполучених Штатів Америки. Індіанські війни, розпочаті задля придушення опору племен, зазвичай представлялися як необхідні, оскільки корінні американці здійснювали напади на піонерів. Муні об'єктивно писав про проблеми.

## Релігія примарного танцю та спалах сіу у 1890 р.
Муні дає передмову до історичного огляду сумісних тисячолітніх рухів серед інших груп американських індіанців. У відповідь на швидке поширення танцю примар серед племен на заході Сполучених Штатів на початку 1890-х років Муні вирішив описати і зрозуміти це явище. Він відвідав Вівоку, пророка танець духів, у його будинку в Неваді. Він також простежив рух Танцю Примар з місця на місце, описуючи ритуал і записуючи тексти пісень семи різних племен.

## Календарна історія індіанців Кайова 1898 р
«Бажання зберегти для майбутніх століть пам'ять про минулі досягнення — це універсальний людський інстинкт», — сказав Муні. «Надійність запису залежить головним чином від правдивості записувального пристрою й адекватності використовуваного методу». Муні заслужив довіру кайова, які розповіли йому про свою систему календарів для запису подій. Вони сказали йому, що першим охоронцем календаря в їхньому племені був Літтл Блафф, або Тохаусан, головний вождь племені з 1833 до 1866 року. Муні також працював із двома іншими охоронцями календаря, Сеттаном чи Маленьким Ведмедем; і Ankopaingyadete, що означає «серед безлічі записів», широко відомий як Anko. Інші рівнинні племена вели графічні записи, відомі як зимові рахунки. Вони зазвичай створювалися взимку, коли люди перебували у приміщенні, та висловлювали основні події року.
Kiowa записувала по дві події щороку, пропонуючи точніший запис і вдвічі більше учасників за будь-який період. Сільвер Рог (1860—1940 рр.), або Хаунгуа, був найшанованішим художником племені кайова в XIX і XX ст. і вів календар. В останні роки свого життя він був шановним релігійним лідером.

## Міфи про черокі 1900 р
Муні також проводив багато часу з черокі, на той час перебравшись на територію Індії (на території сучасної Оклахоми). Він вивчав їхню мову, культуру та міфологію. У цьому всеосяжному томі зібрано 126 міфів черок, включаючи священні історії, міфи про тварин, місцеві легенди, розповіді про чудеса, історичні традиції, а також різні міфи та легенди. Деякі міфи:
- Як було створено світ;

- Чому в оленів тупі зуби;

- Як індик отримав свою бороду;

- Чому хвіст опоссума голий.

Книга також включає оригінальні рукописи черокі, що стосуються історії, археології, географічної номенклатури, особових імен, ботаніки, медицини, мистецтва, сімейного життя, релігії, пісень, обрядів та мови племені.

## Історичний нарис черокі 1975 р
Опублікований вже по смерті автора. Ця розповідь про черокі почалася з їх першого контакту з білими людьми; коли вони вигравали і програвали битви; підписували, а потім розривали договори; руйнували мости і  масово вбивали людей. Розповідь закінчується приблизно 1900 року. У відносинах між черокі є людяність і нелюдяність та інші групи, індійські та не індійські; є сила духу та наполегливість, урівноважені розчаруванням. Щодо цього історія черокі втілює досвід більшості корінних американців, пише Муні. Це серед більшості, якщо не всіх, робіт Муні вважається безпристрасним і прозаїчним, тому його роботи зберігаються в Бюро американської етнології.

## Бібліографія

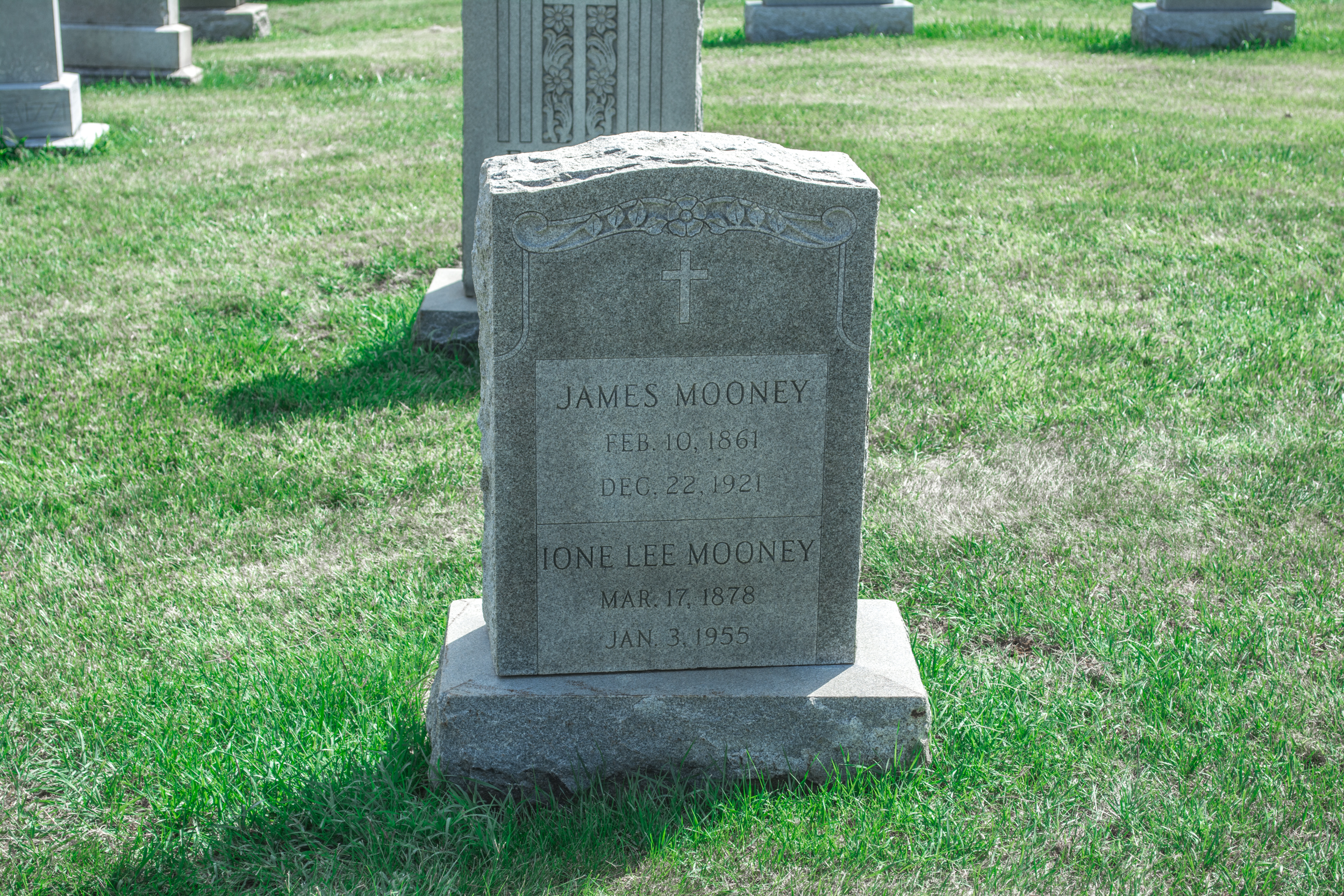
Могила Джеймса Муні на кладовищі Маунт-Олівет у Вашингтоні, округ Колумбія